# Волнат-Гроув (Міссісіпі)
Волнат-Гроув (англ. Walnut Grove) — місто (англ. town) в США, в окрузі Лік штату Міссісіпі. Населення — 510 осіб (2020).

## Географія
Волнат-Гроув розташований за координатами 32°35′35″ пн. ш. 89°27′28″ зх. д. / 32.59306° пн. ш. 89.45778° зх. д. (32.593169, -89.457826).  За даними Бюро перепису населення США в 2010 році місто мало площу 4,19 км², уся площа — суходіл.

## Демографія
Згідно з переписом 2010 року, у місті мешкало 1911 особа в 208 домогосподарствах у складі 131 родини. Густота населення становила 457 осіб/км².  Було 258 помешкань (62/км²).
Расовий склад населення:
| - 74,6 % — чорних або афроамериканців - 24,6 % — білих - 0,2 % — азіатів - 0,1 % — корінних американців |

До двох чи більше рас належало 0,3 %. Частка іспаномовних становила 0,9 % від усіх жителів.
За віковим діапазоном населення розподілялося таким чином: 69,3 % — особи молодші 18 років, 26,9 % — особи у віці 18—64 років, 3,8 % — особи у віці 65 років та старші. Медіана віку мешканця становила 16,1 року. На 100 осіб жіночої статі у місті припадало 473,9 чоловіків;  на 100 жінок у віці від 18 років та старших — 147,7 чоловіків також старших 18 років.
Середній дохід на одне домашнє господарство  становив 33 621 долар США (медіана — 24 896), а середній дохід на одну сім'ю — 38 309 доларів (медіана — 28 182). Медіана доходів становила 42 639 доларів для чоловіків та 23 846 доларів для жінок. За межею бідності перебувало 40,4 % осіб, у тому числі 75,9 % дітей у віці до 18 років та 15,7 % осіб у віці 65 років та старших.
Цивільне працевлаштоване населення становило 177 осіб. Основні галузі зайнятості: виробництво — 20,3 %, публічна адміністрація — 19,2 %, транспорт — 9,6 %, фінанси, страхування та нерухомість — 7,9 %.